# Жута луцерка
Жута луцерка (лат. Medicago falcata) вишегодишња је биљка из породице махунарки (Fabaceae) која може живети више од 40 година.

## Распрострањеност
Жута луцерка се у Србији јавља као самоникла биљка. Заступљена је у разноврсним природним травњацима. Успева на 62 °Cеверне географске ширине.

## Ботаничке особине
Корен жуте луцерке је разгранат и плићи у односу на плаву луцерку. Стабло је високо 20−80 cm, слабо обрасло лишћем, маљаво, грубо.
Листови су тропери, лиске клинасто дугуљасте, обично фино длакаве, дуге око 1 cm, а широке 1,5−3 cm.
Цветови су скупљени у кратак, лоптаст грозд, ситнији од цветова плаве луцерке, дуги 8−11 mm, светло до тамножуте боје, понекад и беличасти.
Плод је махуна, права или српастпо савијена, дуга 5−15 mm и широка 3−4 mm, у фази зрелости црвене боје.

## Услови успевања
Има скромне захтеве у погледу климе. Добро подноси ниске температуре, одлично подноси зимске услове, сушна и сиромашна земљишта. Према суши показује већу отпорност од плаве луцерке. Међутим, заснивање успева теже у односу на плаву луцерку.
Често се јавља у природи, распрострањена на сувим ливадама, брежуљцима, сиромашним земљиштима.

## Искоришћавање
Жута луцерка је врло квалитетна и значајна крмна биљка. Даје одличне резултате и при испаши и косидби.